# ساویو روبرتو
ساویو روبرتو ژولیو فیگوایردو (پرتغالی: Sávio Roberto Juliao Figueiredo؛ زادهٔ ۳۰ آوریل ۱۹۹۶) یک بازیکن فوتبال اهل کشور برزیل است که در پست هافبک بازی می‌کند.
وی سابقه بازی در باشگاه فوتبال استقلال خوزستان را دارد.

## حرفه باشگاهی
در ۱۱ ژانویه ۲۰۲۲، او قراردادی یک ساله با اچ‌آی‌اف‌کی در فنلاند امضا کرد.
در ۲۱ ژانویه ۲۰۲۳، ساویو روبرتو به یک باشگاه فنلاندی دیگر واسان پالوسئورا نقل مکان کرد. در ۳۰ ژانویه ۲۰۲۴، باشگاه اعلام کرد که قرارداد ساویو با توافق دوجانبه فسخ شده و این بازیکن به باشگاه فوتبال استقلال خوزستان پیوست.

## آمار بازی

### باشگاه
تا تاریخ 15 آوریل 2019.
| باشگاه              | فصل     | لیگ                   | لیگ  | لیگ  | جام حذفی | جام حذفی | لیگ کاپ | دیگر | دیگر | مجموع | مجموع | مجموع |
| باشگاه              | فصل     | بخش                   | بازی | گل‌ها | بازی     | گل‌ها     | بازی    | گل‌ها | بازی | گل‌ها  | بازی  | گل‌ها  |
| ------------------- | ------- | --------------------- | ---- | ---- | -------- | -------- | ------- | ---- | ---- | ----- | ----- | ----- |
| باشگاه ورزشی باهیا  | ۲۰۱۵    | ۲۰۱۶                  | ۱    | ۰    | ۰        | ۰        | ۰       | ۰    | ۱    | ۰     | ۲     | ۰     |
| باشگاه ورزشی باهیا  | ۲۰۱۶    | ۲۰۱۶                  | ۰    | ۰    | ۰        | ۰        | ۱       | ۰    | ۰    | ۰     | ۱     | ۰     |
| باشگاه ورزشی باهیا  | ۲۰۱۷    | سری‌آ                  | ۰    | ۰    | ۰        | ۰        | ۰       | ۰    | ۰    | ۰     | ۰     | ۰     |
| باشگاه ورزشی باهیا  | ۲۰۱۸    | سری‌آ                  | ۰    | ۰    | ۰        | ۰        | ۰       | ۰    | ۰    | ۰     | ۰     | ۰     |
| باشگاه ورزشی باهیا  | مجموع   | مجموع                 | ۱    | ۰    | ۰        | ۰        | ۱       | ۰    | ۱    | ۰     | ۳     | ۰     |
| یپیرانگا-بی‌آ (قرضی) | ۲۰۱۶    | –                     | –    | –    | ۰        | ۰        | ۰       | ۰    | ۵    | ۰     | ۵     | ۰     |
| لاگارتو (loan)      | ۲۰۱۷    | –                     | –    | –    | ۰        | ۰        | ۰       | ۰    | ۳    | ۰     | ۳     | ۰     |
| مارسلیو دیاس (قرضی) | ۲۰۱۷    | –                     | –    | –    | ۰        | ۰        | ۰       | ۰    | ۷    | ۰     | ۷     | ۰     |
| ویتوریا             | ۲۰۱۸–۱۹ | لیگ برتر فوتبال ایران | ۳    | ۰    | ۰        | ۰        | ۰       | ۰    | ۰    | ۰     | ۳     | ۰     |
| مجمع کل             | مجمع کل | مجمع کل               | ۴    | ۰    | ۰        | ۰        | ۱       | ۰    | ۱۶   | ۰     | ۲۱    | ۰     |

Notes
1. ↑  Appearances in the قهرمانی بایانو
2. ↑  Appearances in the کوپا دو نوردسته
3. ↑  Appearances in the کمپئوناتو بایانو A2
4. ↑  Appearances in the کمپئوناتو سرگیپانو
5. ↑  Appearances in the کمپئوناتو Catarinense A2